# Municipio de Pittsgrove
El municipio de Pittsgrove (en inglés: Pittsgrove Township) es un municipio ubicado en el condado de Salem  en el estado estadounidense de Nueva Jersey. En el año 2010 tenía una población de 9393 habitantes y una densidad poblacional de 79 personas por km².

## Geografía
El municipio de Pittsgrove se encuentra ubicado en las coordenadas 39°32′18″N 75°7′48″O / 39.53833, -75.13000.

## Demografía
Según la Oficina del Censo en 2000 los ingresos medios por hogar en el municipio eran de $56,687 y los ingresos medios por familia eran $63 266. Los hombres tenían unos ingresos medios de $42 653 frente a los $27 173 para las mujeres. La renta per cápita para la localidad era de $21 624. Alrededor del 5 % de la población estaba por debajo del umbral de pobreza.